# Pianoneve
Pianoneve (o Piano Neve) è una località italiana frazione del comune di Buseto Palizzolo.
Il nome Pianoneve deriva dal fatto che la zona della frazione era l'unica nella quale permaneva il manto nevoso in seguito alle comunque rarissime nevicate. Si estende lungo la via Pianoneve verso nord-est e lungo la via Maggiore Toselli verso sud. È delimitata a Nord dal vecchio mulino annesso al Baglio Barone, a Ovest  dal bivio per il Baglio Bonura dove è visibile la statua della Madonna di Murfi e a Sud la frazione termina con il Baglio Ricevuto.
Le due suddette vie su cui si sviluppa la contrada hanno origine dalla zona chiamata Portella dove negli anni '50 è stato costruito il “Villaggio” (tipologia di struttura urbanistica rurale che affonda le sue radici nel ventennio fascista) che ha rappresentato un fondamentale centro di aggregazione sociale, culturale e religioso grazie alla chiesa, la scuola elementare col suo “centro di lettura”.
Il precedente punto di aggregazione per gli abitanti della contrada di Pianoneve è stato il vicino Baglio di Murfi, dove, oltre al baglio vero e proprio, un bevaio e un pozzo, sono ben visibili i resti di una piccola cappella per la celebrazione della messa. Il baglio è raggiungibile a poca distanza seguendo la via Murfi che dal "Villaggio" ha origine e termina nella contrada di Via Bruca: vi si trova a metà strada.